# West Paris
West Paris és una població dels Estats Units a l'estat de Maine (EUA). Segons el cens del 2000 tenia 1.722 habitants.

## Demografia
Segons el cens del 2000, West Paris tenia 1.722 habitants, 646 habitatges, i 461 famílies. La densitat de població era de 27,4 habitants/km².
Dels 646 habitatges en un 33% hi vivien nens de menys de 18 anys, en un 55,4% hi vivien parelles casades, en un 11,8% dones solteres, i en un 28,6% no eren unitats familiars. En el 22,3% dels habitatges hi vivien persones soles el 9,9% de les quals corresponia a persones de 65 anys o més que vivien soles. El nombre mitjà de persones vivint en cada habitatge era de 2,5 i el nombre mitjà de persones que vivien en cada família era de 2,9.
Per edats la població es repartia de la següent manera: un 24,2% tenia menys de 18 anys, un 6,9% entre 18 i 24, un 27,3% entre 25 i 44, un 23,6% de 45 a 60 i un 18% 65 anys o més.
L'edat mediana era de 40 anys. Per cada 100 dones de 18 o més anys hi havia 85,2 homes.
La renda mediana per habitatge era de 30.000 $ i la renda mediana per família de 35.714 $. Els homes tenien una renda mediana de 28.958 $ mentre que les dones 21.250 $. La renda per capita de la població era de 14.093 $. Entorn del 13,4% de les famílies i el 16,4% de la població estaven per davall del llindar de pobresa.